# Bas van Bemmelen
Bas van Bemmelen (* 18. August 1989 in Beuningen) ist ein niederländischer Volleyballspieler.

## Karriere
Bas van Bemmelen begann seine sportliche Karriere mit Judo. Wegen seiner Körperlänge entschied er sich 2003 jedoch für Volleyball. Zunächst spielte er in den Niederlanden für VoCASA Nijmegen und Tweevv Ede. 2006 wechselte er von Longa 59 Lichtenvoorde zu HVA Amsterdam. Mit Amsterdam erreichte er 2009 das Finale um die niederländische Meisterschaft. Ein Jahr später wechselte er in die deutsche Bundesliga zu den RWE Volleys Bottrop. In der Europaliga 2011 absolvierte van Bemmelen, der mit den Junioren bereits Vierter der Nachwuchs-Europameisterschaft geworden war, seine ersten Einsätze in der A-Nationalmannschaft. 2011/12 stand der Mittelblocker beim deutschen Serienmeister VfB Friedrichshafen unter Vertrag. Mit dem Team wurde er durch ein 3:0 gegen Generali Haching DVV-Pokalsieger 2012 und nach dem Halbfinal-Aus gegen die Berlin Recycling Volleys Dritter der Bundesliga. Anschließend gewann van Bemmelen mit den Niederländern durch ein 3:2 im Finale gegen den Gastgeber Türkei erstmals die Europaliga. Im Sommer 2012 entwickelte er sich zum Stammspieler in der A-Nationalmannschaft der Niederlande. Zur Saison 2012/13 wechselte er aus Friedrichshafen zum Ligakonkurrenten TV Bühl. Mit Bühl erreichte er als Vierter der Hauptrunde der Bundesliga und die Play-offs, in denen sein Team im Halbfinale gegen Berlin ausschied. In der Scorer-Statistik der Liga war van Bemmelen 2012/13 mit einer Angriffseffizienz von über 50 Prozent einer der besten Mittelangreifer und Zwölfter in der Block-Statistik. 2013 zählte er wieder zum Kader der Nationalmannschaft und nahm mit seinem Team an der Weltliga teil.
Zur Saison 2013/14 wechselte van Bemmelen zum belgischen Erstligisten Topvolley Antwerpen. Anfang 2014 in Tschechien verpasste er mit dem Nationalteam die Qualifikation für die Weltmeisterschaft. Im Februar gewann er mit Antwerpen durch einen 3:2-Sieg gegen Knack Randstad Roeselare den belgischen Pokal. In der Liga unterlag sein Verein im Finale demselben Gegner. Van Bemmelen wurde als effektivster Angreifer der Liga ausgezeichnet. Mit der Nationalmannschaft nahm van Bemmelen 2014 wieder an der Weltliga teil. Im Februar 2015 stand er erneut im belgischen Pokalfinale und verlor mit seinem Team 0:3 gegen Lennik. In der belgischen Meisterschaft belegte er in der Saison 2014/15 mit Antwerpen den dritten Platz. In der Scorer-Statistik wurde er als zweitbester Quotient-Angreifer geführt. Auch 2015 gehörte er wieder zum Kader der A-Nationalmannschaft der Niederlande und nahm an der Weltliga teil, bei der er im Spiel gegen Finnland am 13. Juni 2015 vom niederländischen Volleyballverband für sein 100. Länderspiel geehrt wurde. In der Division II der Weltliga belegte die Mannschaft den zweiten Gruppenplatz. Bei der Europameisterschaft 2015 kam er mit den Niederlanden ins Achtelfinale, das sie jedoch gegen den späteren Finalisten Slowenien mit 0:3 verlor. Ende Oktober kehrte van Bemmelen in die deutsche Bundesliga zurück und wechselte zu den SWD Powervolleys Düren, die aufgrund mehrerer angeschlagener Spieler einen weiteren Mittelblocker suchten. In der Saison 2015/16 kam er ins Viertelfinale der Bundesliga-Playoffs; ebenfalls das Viertelfinale erreichten die Dürener im CEV-Pokal. Anschließend verließ van Bemmelen den Verein. Im Sommer 2016 beendete er zunächst seine Laufbahn als Profivolleyballer und begann mit einem Studium der Physiotherapie in Nijmegen. Seit Oktober 2016 spielte er wieder für seinen Heimatverein Vocasa Nijmegen in der zweiten niederländischen Liga.
Seit 2019 spielt van Bemmelen beim niederländischen Spitzenverein Orion Doetinchem, mit dem er 2024 das nationale Double aus Meisterschaft und Pokalsieg gewann.